# شيريتما
شيريتما (بالأذرية: Çığırtma) هو طبق بيض من أذربيجان. وهو طبق تقليدي بين الشعوب الأذرية. وكلمة شيريتما (çığırtma) في أي طبق بالمطابخ الأذرية  يعني أنه يحتوي على البيض.